# 63e bataillon de tirailleurs sénégalais
Le 63e Bataillon de Tirailleurs Sénégalais (ou 63e BTS) est un bataillon français des troupes coloniales.

## Création et différentes dénominations
- -: Formation du 63e Bataillon de Tirailleurs Sénégalais
- 10/05/1917: Dissolution

## Historique des garnisons, combats et batailles du63eBTS
- 26/04/1917: Le bataillon est réduit à l'état de squelette, ses éléments restant sont affectés au 80e BTS

## Personnages célèbres ayant servi au 63e bataillon
- Daniel Ihingoue, joueur de l'équipe de France de rugby à XV, Médecin aide major auxiliaire au 63e bataillon de tirailleurs sénégalais, tué à l'ennemi le 16 avril 1917 au nord-est de Troyon. Mort pour la France[1].

### Sources et bibliographie
- Mémoire des Hommes

1. ↑  Fiche de Daniel Ihingoue sur Mémoire des Hommes